# Taxithelium rhaphidostegioides
Taxithelium rhaphidostegioides är en bladmossart som beskrevs av Brotherus 1908. Taxithelium rhaphidostegioides ingår i släktet Taxithelium och familjen Sematophyllaceae. Inga underarter finns listade i Catalogue of Life.